# Episodi di Sons of Anarchy (settima stagione)
La settima e ultima stagione della serie televisiva Sons of Anarchy, composta da 13 episodi, è stata trasmessa negli Stati Uniti per la prima volta dall'emittente via cavo FX dal 9 settembre al 9 dicembre 2014.
In Italia, la stagione è andata in onda in prima visione sul canale satellitare Fox dal 3 agosto al 26 ottobre 2015.

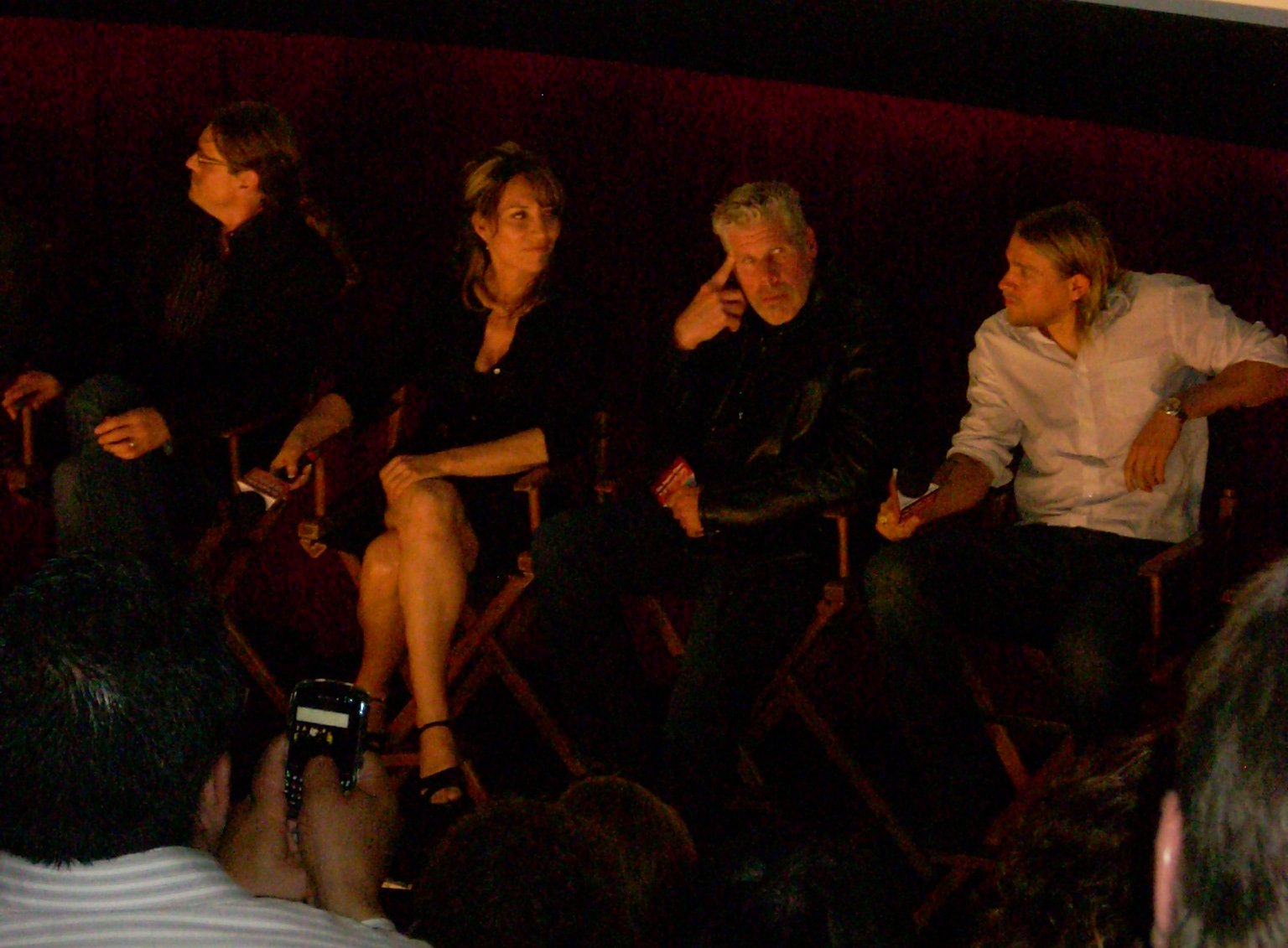
Parte del cast della serie

| nº | Titolo originale            | Titolo italiano           | Prima TV USA      | Prima TV Italia   |
| -- | --------------------------- | ------------------------- | ----------------- | ----------------- |
| 1  | Black Widower               | Il vedovo nero            | 9 settembre 2014  | 3 agosto 2015     |
| 2  | Toil and Till               | Vendetta                  | 16 settembre 2014 | 10 agosto 2015    |
| 3  | Playing with Monsters       | Giocando con i mostri     | 23 settembre 2014 | 17 agosto 2015    |
| 4  | Poor Little Lambs           | Vittime innocenti         | 30 settembre 2014 | 24 agosto 2015    |
| 5  | Some Strange Eruption       | Spirali di violenza       | 7 ottobre 2014    | 31 agosto 2015    |
| 6  | Smoke 'Em if You Got 'Em    | Nuove alleanze            | 14 ottobre 2014   | 7 settembre 2015  |
| 7  | Greensleeves                | Greensleeves              | 21 ottobre 2014   | 14 settembre 2015 |
| 8  | The Separation of Crows     | La scissione dei Crows    | 28 ottobre 2014   | 21 settembre 2015 |
| 9  | What a Piece of Work is Man | Colpo di scena            | 4 novembre 2014   | 28 settembre 2015 |
| 10 | Faith and Despondency       | Fede e sconforto          | 11 novembre 2014  | 5 ottobre 2015    |
| 11 | Suits of Woe                | Livree del dolore         | 18 novembre 2014  | 12 ottobre 2015   |
| 12 | Red Rose                    | Rosa rossa                | 2 dicembre 2014   | 19 ottobre 2015   |
| 13 | Papa's Goods                | Il testamento di un padre | 9 dicembre 2014   | 26 ottobre 2015   |